# Picklescott
Picklescott – wieś w Anglii, w hrabstwie Shropshire. Leży 15 km na południowy zachód od miasta Shrewsbury i 221 km na północny zachód od Londynu.